# Diviziune administrativă

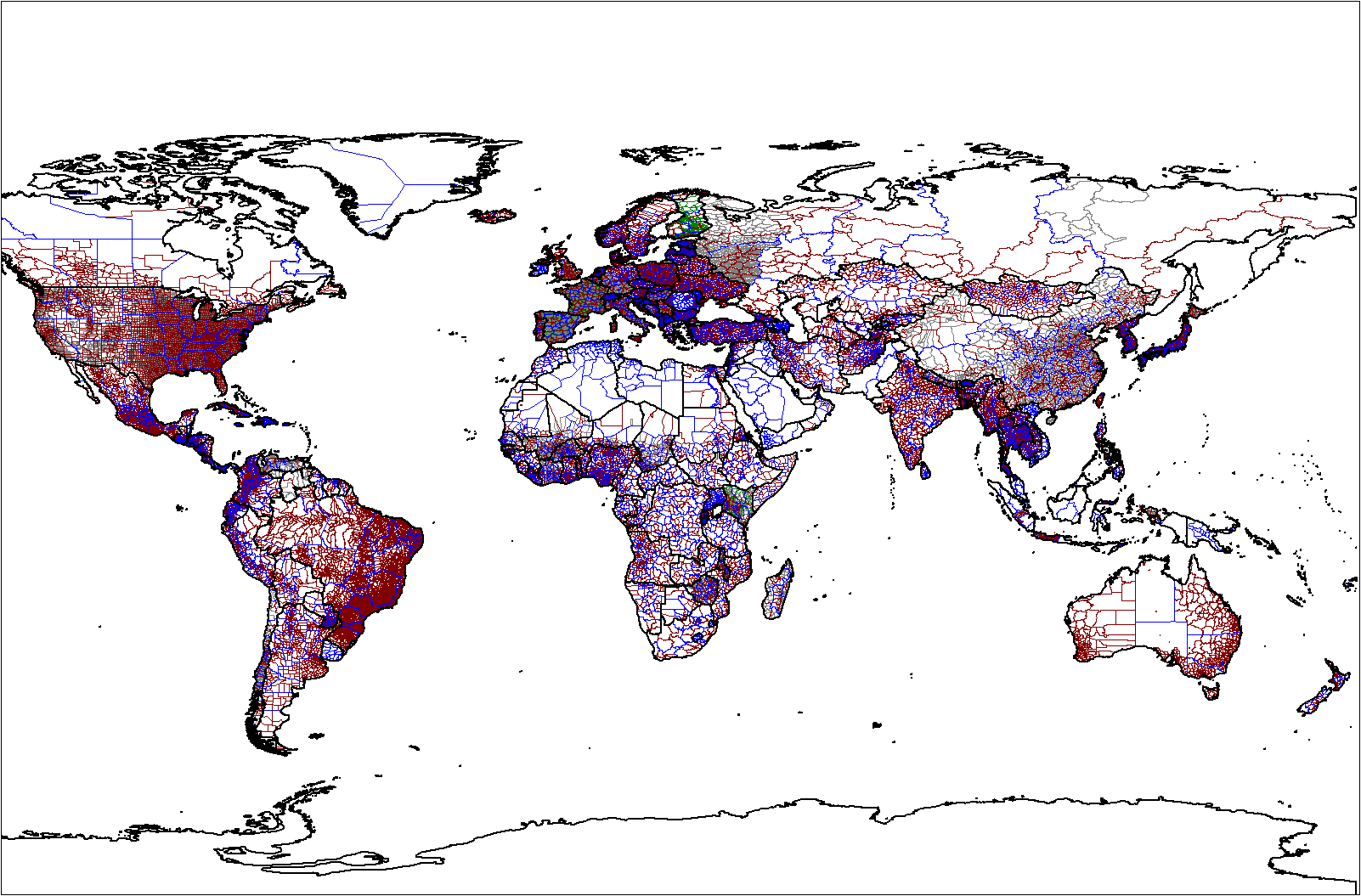
Diviziunile administrative ale lumii

O diviziune administrativă sau unitate administrativă (specifică unei țări) este o porțiune dintr-o țară sau altă regiune, aleasă în scopuri administrative. Câteva exemple de diviziuni administrative sunt județul, provincia, districtul sau guvernoratul.